# Giancarlo Martini (ciclista)
Giancarlo Martini (Ovada, 8 ottobre 1936 – Valmadonna, 4 agosto 2018) è stato un ciclista su strada italiano, attivo come dilettante dal 1956 al 1959.

## Carriera
Nato a Ovada, si trasferisce presto a Casal Cermelli, dove, seguendo la passione per il ciclismo, inizia l'attività agonistica. Gareggia nel biennio 1953-1954 come Allievo, e nel 1955 come dilettante Junior, con il C.V.A. Piero Melchionni di Alessandria; tra gli Allievi vince dieci gare, mentre tra gli Juniores cinque, incluso il titolo regionale.
Nel 1956 passa tra i dilettanti Senior sempre con il C.V.A. Melchionni, e al primo anno vince sei corse. L'anno seguente vince una dozzina di gare, tra cui due premondiali, e rappresenta l'Italia ai mondiali su strada a Waregem (Belgio); è inoltre quarto ai tricolori di Roma. Nel 1958 si aggiudica sei corse, tra cui la Coppa Città di Asti e due premondiali, chiude terzo alla Ruota d'Oro a tappe e ai tricolori di Messina, ed è di nuovo azzurro ai mondiali su strada a Reims (Francia), piazzandosi al settimo posto nella prova vinta dal tedesco orientale Gustav-Adolf Schur. Una caduta nella gara Roma-Perugia nel 1959 lo costringe a interrompere anzitempo l'attività.
A fine carriera si trasferisce a Valmadonna, sempre in provincia di Alessandria: qui è deceduto il 4 agosto 2018 in seguito a un incidente agricolo.

## Palmarès
- 1955 (Juniores)

Coppa Martiri del Turchino
Coppa A.C.N.A. - Cengio
Coppa Valsassina
Coppa Cavallero
Campionati piemontesi, Prova Senior
- 1956 (Dilettanti)

Giro del Penice
Alessandria-Spotorno
Coppa Comune di Bra
Coppa Idros - Vignole Borbera
Coppa Cravero
Circuito Alzanese
- 1957 (Dilettanti)

Giro del Penice
Alessandria-Spotorno
Trofeo IMET - Domodossola
Trofeo Covolo
Coppa Mongilardi - Biella
Coppa San Giorgio - Alessandra
Trofeo Sportivi Costesi
Trofeo Orfei - Pieve Ligure
Trofeo Bertolino
Coppa delle Terme di Montecatini
Premondiale di Porto Recanati
Premondiale di Faenza
Biasca-Locarno (cronometro)
- 1958 (Dilettanti)

Giro del Penice
Alessandria-Spotorno
Coppa Città di Asti
Trofeo Città di Biella
Premondiale di Imola
Premondiale di Ponte Selenio
- 1959 (Dilettanti)

Coppa Città di Battipaglia
Coppa Città di Pistoia

## Piazzamenti

### Competizioni mondiali
- Campionati del mondo

Waregem 1957 - In linea Dilettanti: 17º
Reims 1958 - In linea Dilettanti: 7º

## Galleria d'immagini

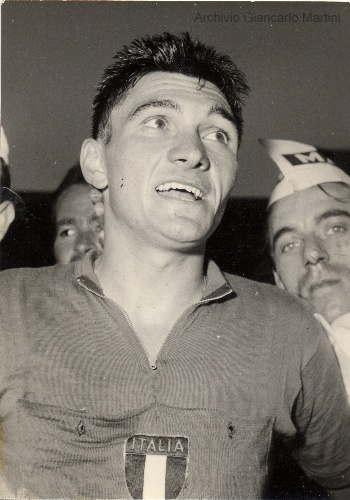
L'azzurro Giancarlo Martini
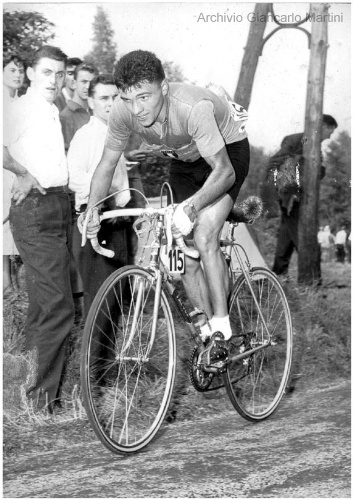
Giancarlo Martini in azione
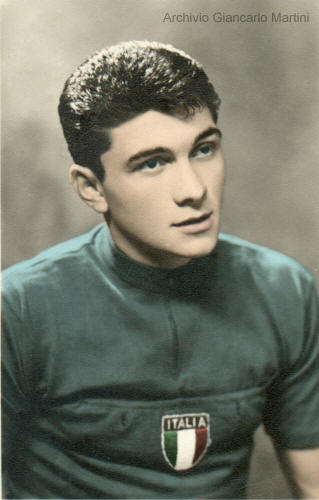
Giancarlo Martini in azione
Giancarlo Martini in azione
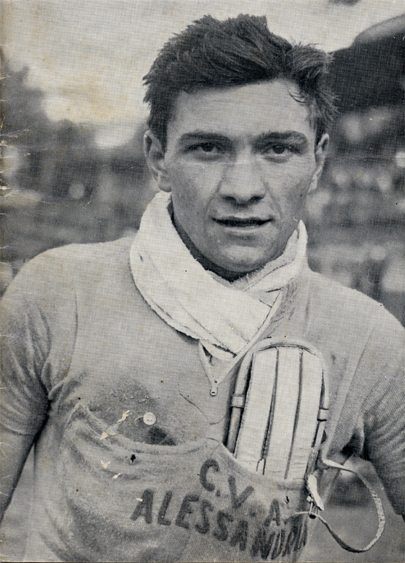
Giancarlo Martini con la maglia del C.V.A. Alessandria
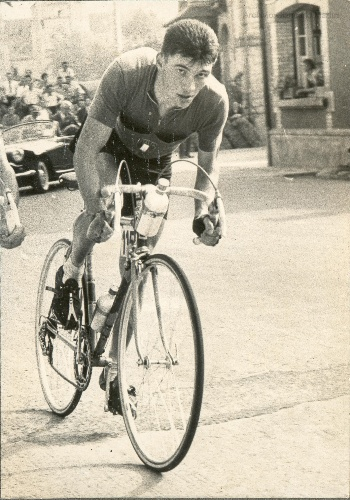
Giancarlo Martini ai campionati del mondo di Reims nel 1958